# Kunsthochschule

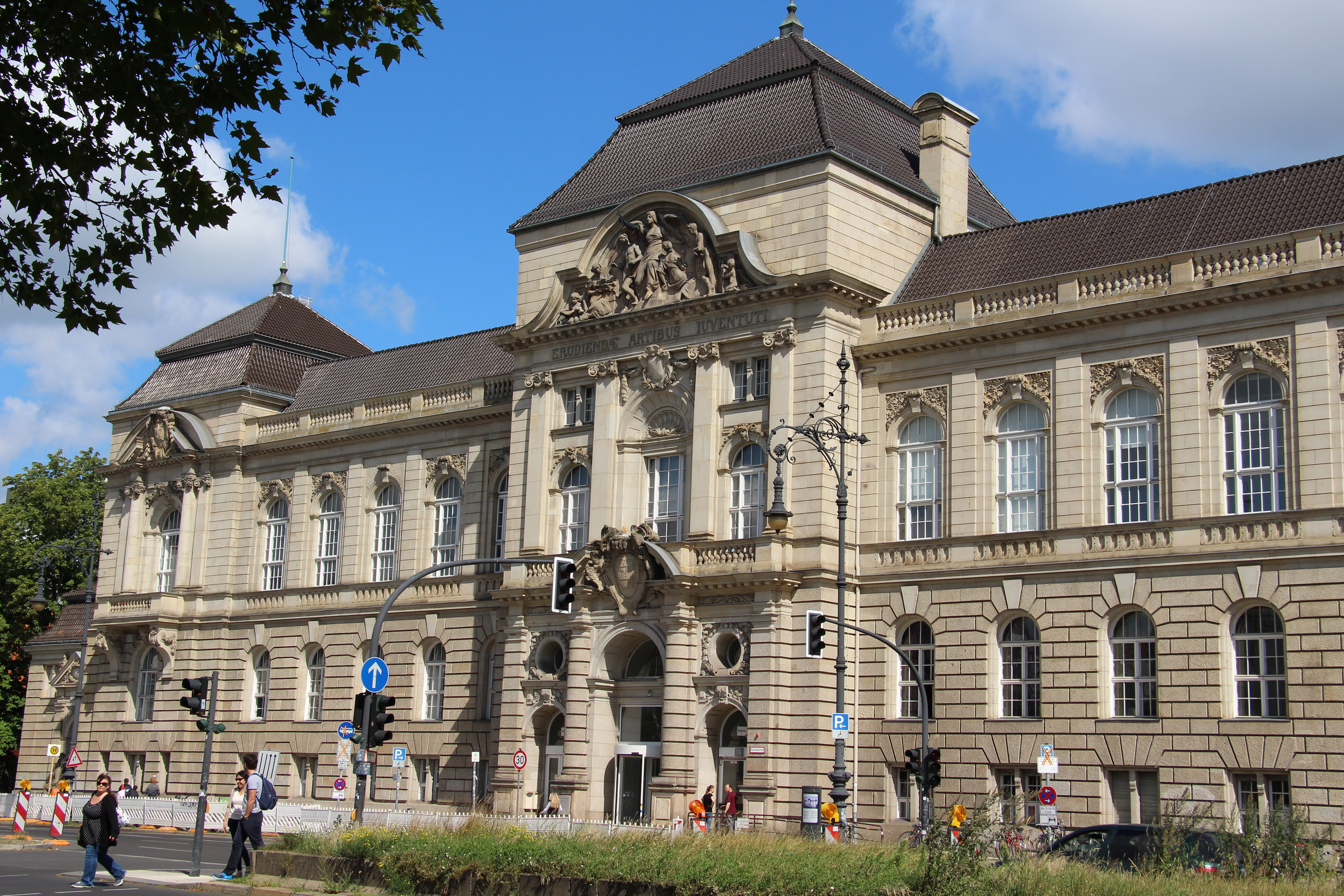
Die Universität der Künste Berlin

Eine Kunsthochschule oder Kunstakademie bzw. Akademie der Künste, teils Kunstuniversität, ist eine künstlerische bzw. künstlerisch-wissenschaftliche Hochschule, an der Künstler-Professoren und Wissenschaftler unterschiedlicher Disziplinen lehren und angehende Künstler (im weitesten Sinne: Bildende Künstler, Musiker, Architekten, Regisseure, Schauspieler, Designer etc.) sowie Kunstpädagogen und Kunstwissenschaftler studieren.
Neben Hochschulen für Bildende oder Freie Kunst fallen unter den Begriff Musikhochschulen, Hochschulen für Schauspielkunst, Filmhochschulen sowie Hochschulen spezieller Kunstsparten wie Medien oder Tanz. Architektur und Angewandte Kunst (Kunstgewerbe, wie Design/Gestaltung), wird sowohl an Kunsthochschulen wie an Technischen Hochschulen/Universitäten gelehrt, literarische und sprachliche Kunstformen (Literatur, Rhetorik) auch an normalen geisteswissenschaftlichen Hochschulen.

## Geschichte

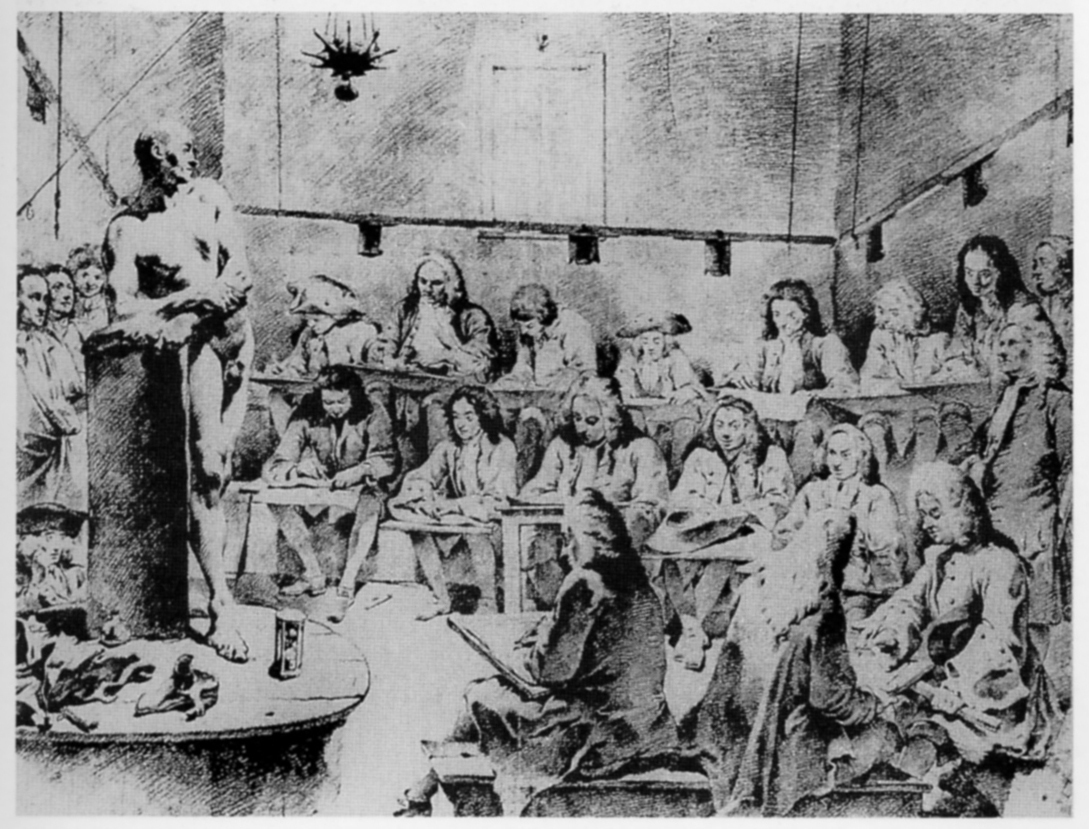
Aktstudium in einer Akademie um 1720, Zeichnung von Giovanni Battista Tiepolo

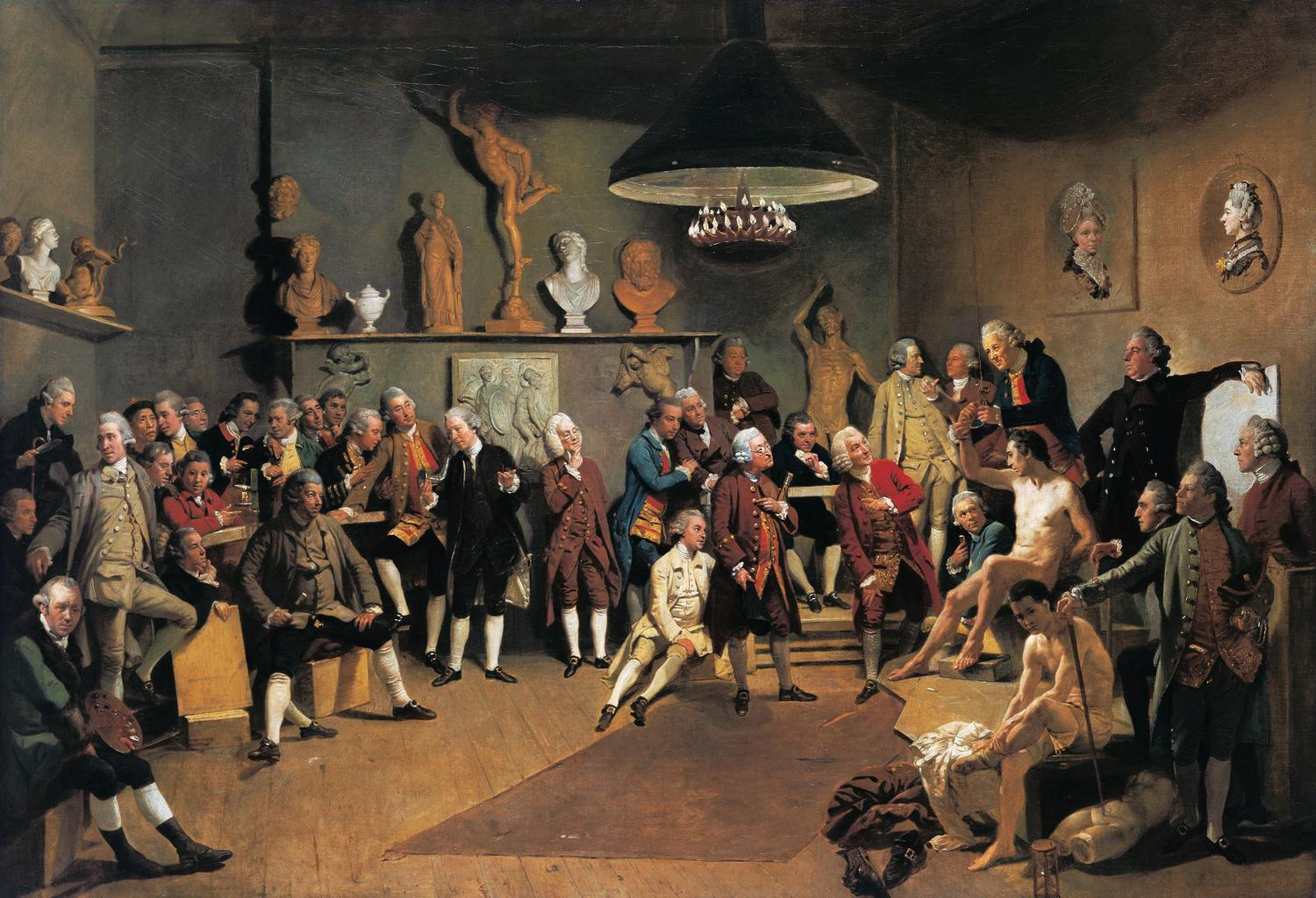
Porträts der Akademiker in der Royal Academy, Gemälde von Johann Zoffany, 1771/72

Die Anfänge der Kunstakademien liegen in Italien. Hier entstand 1563 mit der Accademia delle Arti del Disegno in Florenz, kurz Accademia genannt, die erste Akademie für Malerei in Europa. Sie stand unter der Schirmherrschaft des Herzogs der Toskana, Cosimo I. de’ Medici. Das Ausbildungsmodell der Akademie als fürstlich geförderter Kunstschule fand europaweite Nachahmung. Die Päpste richteten in Rom 1593 die Accademia di San Luca ein, der französische König zog 1648 mit der Académie royale de peinture et de sculpture nach, deren Nachfolgeinstitution, die Académie des Beaux-Arts, bis heute existiert.
Die erste Kunsthochschule bzw. Kunstakademie im Reich wurde mit der Maler-Akademie (heutige Akademie der Bildenden Künste Nürnberg) 1662 vom Kupferstecher und Verleger Jacob von Sandrart in Nürnberg gegründet. In den später im 17. und 18. Jahrhundert von fürstlichen Landesherren gegründeten Akademien sollten Künstler als Professoren die Studenten ausbilden, damit der Erfolg der Schulen zum Ruhm ihres Landes beitrug.
In den meisten europäischen Residenzstädten entstanden Kunstakademien unter herrschaftlicher Protektion, so 1696 in Berlin (heute Europas größte Kunsthochschule), 1725 in Wien, 1735 in Stockholm und 1768 in London. Bedeutende deutsche Akademien gab es auch an den Fürstensitzen in Dresden, Mannheim, Düsseldorf und München.
Im Gegensatz zu diesen Akademien war die 1710 entstandene Augsburger Kunstakademie eine städtische Gründung, die aber 1755 ein kaiserliches Privileg erhielt und durch ihre Kunstpublikationen große Ausstrahlung erreichte. Die schulmäßige Ausbildung und das starre klassizistische Regelwerk der Akademien lösten ab dem Ende des 18. Jahrhunderts Gegenbewegungen aus, die die künstlerische Freiheit gegen den Lehrbetrieb stellten. Künstlergruppen wie die Nazarener setzten sich von der offiziellen Kunstlehre ab und suchten neue Wege. Durch das gesamte 19. Jahrhundert zieht sich der Gegensatz der etablierten Malerei, wie sie an den Kunstakademien gelehrt wurde, zu den großen Individualisten und Erneuerern. In Frankreich beispielsweise stehen Delacroix, Courbet und die Impressionisten für die Kunstentwicklung abseits der staatlichen Akademien. Allerdings bezeichneten sich damals auch private Kunstschulen als Akademien (beispielsweise die Académie Julian). Dort lernten vorwiegend diejenigen, die die Aufnahmevoraussetzungen der staatlichen École des Beaux-Arts nicht erfüllten, darunter Frauen als Künstlerinnen. Mit der Liberalisierung des Lehrbetriebs im 20. Jahrhundert haben die Kunstakademien ihre Rolle als Hüter einer traditionellen Kunstauffassung weitgehend aufgegeben.
Im anglo-amerikanischen Ausland sind Kunsthochschulen meist als Fakultäten in den regulären Universitätsbetrieb integriert, in Dänemark‚ Frankreich oder Italien existieren die Kunsthochschulen parallel zum Hochschulwesen als eigenständige Einrichtungen, die den Kulturministerien, nicht den Wissenschaftsministerien unterstehen. Sie verleihen keine akademischen Grade, sondern eigene Diplome.
Der ehemalige Sonderstatus von Kunstakademien im Verhältnis zu Universitäten war in einigen außereuropäischen Ländern übernommen worden. Viele Kunsthochschulen bieten heute begleitende Studien an, und Universitäten schaffen Studiengänge, die dem Studium an einer Kunsthochschule entsprechen. So gibt es etwa in Bangkok, Thailand, das Kunststudium an der ehemals nach traditionellen Fakultäten organisierten Chulalongkorn University ebenso wie an einer zur Universität ausgebauten Kunsthochschule, der Silpakorn University.

## Nationales

### Deutschland
In Deutschland sind die Kunsthochschulen in der Regel den Universitäten gleichgestellt; viele von ihnen verfügen über das Promotionsrecht im künstlerisch-wissenschaftlichen Bereich. Kunsthochschulen im Geltungsbereich des Hochschulrahmengesetzes dienen der Weiterentwicklung der Kunst und der Wissenschaft durch Lehre und Forschung, insbesondere in der Verwirklichung künstlerischer Entwicklungsvorhaben.
Kunsthochschulen bilden den künstlerischen und wissenschaftlichen Nachwuchs aus. Aufnahmebedingung ist eine besondere künstlerische Eignung, die durch Einreichung von Arbeitsproben nachzuweisen ist und in einer Aufnahmeprüfung festgestellt wird. Zur pädagogischen Grundlage gehört meist die Annahme, dass Studierende zur eigenen schöpferischen Arbeit und künstlerischen Identität finden müssen, weil Kunst nicht lehrbar sei, wohl aber künstlerische Techniken, Methoden und Forschungsstrategien.
Die Berufung von Professoren erfolgt auf Vorschlag der Lehrenden durch die jeweils zuständigen Landesministerien. Bei der Berufung von Professoren und Professorinnen wird im Gegensatz zu Universitäten keine Promotion und Habilitation vorausgesetzt. Stattdessen muss ein überragendes künstlerisches Lebenswerk vorliegen, das sich in der Regel in der Anerkennung in Fachkreisen manifestiert.
Die Fachbereiche sind nach fachspezifischen Erfordernissen der Lehre entweder getrennt oder interdisziplinär untereinander verknüpft. In bestimmten Fachbereichen kann der Studienplatz an Einzelunterricht, an eine kleine Gruppe oder eine bestimmte Klasse eines Professors gekoppelt sein, in anderen sind die Studenten in der Kombination des Lehrangebote für die eigene künstlerische Arbeit und in der Organisation ihres Studiums frei.
An Hochschulen für Bildende Kunst gibt es neben dem Studienangebot für freiberufliche Künstler auch Abschlüsse, die zu künstlerischer Tätigkeit in Medien, Design, Modedesign und Bühnenbild befähigen sollen. An einigen werden zudem Studiengänge für Restauratoren und Kunstpädagogen angeboten.
Zugangsvoraussetzung ist der Nachweis einer besonderen künstlerischen Begabung im Rahmen eines Aufnahmeverfahrens und Abitur oder fachgebundener Hochschulreife. Bei nachweisbar überragender künstlerischer Befähigung kann auf die Hochschulreife verzichtet werden.
Das Studium an Kunsthochschulen in Deutschland führt zu unterschiedlichen Abschlüssen. Neben den üblichen Diplomgraden in persönlicher (z. B. Dipl.-Mus.-Päd. – Diplom-Musikpädagoge) oder häufig auch unpersönlicher (z. B. Dipl. Vis. Komm. – Diplom für Visuelle Kommunikation) Form bzw. Bachelor- und Mastergraden und Doktoraten existieren je nach inhaltlicher Ausrichtung Abschlussbezeichnungen wie Graduierter Künstler, Akademiebrief, Meisterschüler, Bühnenreife oder Konzertreife.

### Österreich
Die erste Kunsthochschule wurde 1692 als Privatakademie des Hofkammermalers Peter Strudel gegründet (1725 als k.k. Hofakademie der Maler, Bildhauer und Baukunst neubegründet, heutige Akademie der bildenden Künste). Die erste Musikhochschule beruht auf einer Gründung des Wiener Musikvereins 1819 und wurde 1909 staatlich (k.k. Akademie für Musik und darstellende Kunst).
In Österreich führen alle bisherigen Kunsthochschulen die Bezeichnung Universität. Es gibt sechs staatliche Universitäten der Künste, drei mit Schwerpunkt im Bereich Musik/darstellende Kunst und drei mit Schwerpunkt im Bereich bildende Kunst/Kunstgewerbe, wobei die Universität „Akademie der bildenden Künste Wien“ aus Traditionsgründen den Namen Akademie führt. Daneben gibt es einige künstlerische Privatuniversitäten und -hochschulen sowie die Konservatorien als Privatschulen mit Öffentlichkeitsrecht für Musik mit Hochschulcharakter.
Als öffentliche Kunstuniversitäten bestehen:
- Universität für Musik und darstellende Kunst Graz
- Universität für künstlerische und industrielle Gestaltung Linz
- Mozarteum Salzburg
- Universität für Musik und darstellende Kunst Wien
- Universität für angewandte Kunst Wien
- Akademie der bildenden Künste Wien

Privathochschulen und -universitäten für Musik sind (2023):
- Anton Bruckner Privatuniversität
- Gustav Mahler Privatuniversität für Musik
- Jam Music Lab – Privatuniversität für Jazz und Popularmusik Wien
- Musik und Kunst Privatuniversität der Stadt Wien
- Stella Vorarlberg Privathochschule für Musik

Im weiteren Sinne ist die 2004 gegründete New Design University St. Pölten (ehem. Privatuniversität der Kreativwirtschaft) eine künstlerische Hochschule.

### Schweiz
In der Schweiz sind die Kunsthochschulen den jeweiligen Fachhochschulen zugeordnet.

### Frankreich
Die École nationale supérieure des beaux-arts de Paris hat den Status einer Grande école. In Frankreich sind parallel zur traditionellen Kunstakademie, der École des Beaux-Arts, infolge der 68er-Bewegung Fakultäten für Arts plastiques (bildende Künste) an den Universitäten entstanden. Der Begriff der Arts plastiques bezog sich auf den anthropologisch und soziologisch erweiterten Kunstbegriff und richtete sich bewusst gegen den traditionellen Begriff der schönen Künste.